# Alessandro Gramigni
Alessandro Gramigni (Firenze, 29 dicembre 1968) è un pilota motociclistico italiano, campione del mondo della classe 125 nel 1992 e campione italiano superbike nel 2004.

## Carriera
Lasciati gli studi di perito meccanico, Gramigni esordì nelle corse nel 1987, con una Honda procuratagli da Leandro Becheroni, con la quale ottenne il secondo posto nel campionato monomarca. L'anno successivo entrò a far parte del team Italia, correndo il campionato Europeo della classe 125: il toscano corse il campionato continentale della ottavo di litro per il team della FMI nelle stagioni 1988 e 1989, classificandosi in entrambi i casi al secondo posto. Il suo esordio nel motomondiale fu nel 1990 alla guida di una Aprilia nella classe 125, piazzandosi in nona posizione. L'anno seguente in sella ancora ad un'Aprilia del team Italia vinse il suo primo Gran Premio (quello di Cecoslovacchia) ed arrivò settimo in classifica generale con 90 punti.
Nel 1992 si laureò campione del mondo della ottavo di litro (altro nome della 125) a seguito di due successi (in Malaysia ed Ungheria) e 134 punti in classifica, 16 lunghezze in più del secondo classificato, l'altro italiano Fausto Gresini. Con questo successo iridato di Gramigni, l'Aprilia ottiene il primo titolo della sua storia nel motomondiale.
Nella stagione seguente passò di categoria, correndo per la Gilera e ottenendo due punti in tutto l'arco della stagione. Ancora nella classe 250 nel 1994 con l'Aprilia e nel 1995 con la Honda, nel 1996 corse alcune gare nel campionato AMA Superbike dove vince con una Ducati la gara di Elkhart Lake. Nel 1997 passò in 500, dove fu collaudatore dell'Aprilia ed in cui ebbe l'opportunità di scendere in pista una sola volta. Nel 1998 si è ritirato dal motomondiale per dedicarsi al campionato mondiale Superbike. Nel 2001 disputa una sola gara nel campionato italiano Superbike chiudendo al secondo posto, disputa un'altra gara nel 2003, in questa categoria, è stato poi campione italiano nel 2004 con la Yamaha YZF-R1 del team 391 Racing. Nelle tre stagioni successiveː 2005, 2006 e 2007, si classifica quinto nel campionato italiano Superbike. Si classifica diciassettesimo nel 2008 e poi sesto la stagione successiva. Nel 2010 passa alla classe Supersport del campionato Italiano dove chiude ottavo conquistando un podio. Nel 2011 è iscritto, in qualità di wild card, ad alcuni eventi del campionato Italiano Superbike, non ottenendo punti, mentre nella Supersport chiude al nono posto. Nel 2012 è pilota titolare nel CIV Supersport dove, in sella ad una Yamaha, conquista un podio e chiude la stagione al decimo posto.

## Risultati in gara

### Motomondiale

#### Classe 125
| 1990 | Classe | Moto    |  |    |    |    |   |   |   |    |    |   |     |   |   |   |   | Punti | Pos. |
| ---- | ------ | ------- |  | -- | -- | -- | - | - | - | -- | -- | - | --- | - | - | - | - | ----- | ---- |
| 1990 | 125    | Aprilia |  | NE | 24 | 22 | 7 | 8 | 9 | 10 | 22 | 9 | Rit | 2 | 3 | 8 | 9 | 84    | 9º   |

| 1991 | Classe | Moto    |    |   |    |    |   |   |    |    |   |    |    |   |   |    |    | Punti | Pos. |
| ---- | ------ | ------- | -- | - | -- | -- | - | - | -- | -- | - | -- | -- | - | - | -- | -- | ----- | ---- |
| 1991 | 125    | Aprilia | 25 | 8 | NE | 16 | 3 | 5 | 11 | 17 | 3 | 12 | 15 | 5 | 1 | NE | NP | 90    | 7º   |

| 1992 | Classe | Moto    |   |   |   |  |    |   |   |   |   |   |   |   |   |  |  | Punti | Pos. |
| ---- | ------ | ------- | - | - | - |  | -- | - | - | - | - | - | - | - | - |  |  | ----- | ---- |
| 1992 | 125    | Aprilia | 6 | 2 | 1 |  | 11 | 4 | 7 | 3 | 1 | 5 | 2 | 3 | 3 |  |  | 134   | 1º   |

| Legenda | 1º posto        | 2º posto            | 3º posto            | A punti      | Senza punti        | Grassetto – Pole position Corsivo – Giro più veloce |
| Legenda | Gara non valida | Non qual./Non part. | Ritirato/Non class. | Squalificato | '-' Dato non disp. | Grassetto – Pole position Corsivo – Giro più veloce |

#### Classe 250
| 1993 | Classe | Moto   |     |    |    |     |    |    |     |     |    |    |  |     |  |  |  | Punti | Pos. |
| ---- | ------ | ------ | --- | -- | -- | --- | -- | -- | --- | --- | -- | -- |  | --- |  |  |  | ----- | ---- |
| 1993 | 250    | Gilera | Rit | NP | 18 | Rit | 18 | 24 | Rit | Rit | 14 | 16 |  | Rit |  |  |  | 2     | 30º  |

| 1994 | Classe | Moto    |    |    |     |    |    |    |  |    |     |     |     |     |     |     |  | Punti | Pos. |
| ---- | ------ | ------- | -- | -- | --- | -- | -- | -- |  | -- | --- | --- | --- | --- | --- | --- |  | ----- | ---- |
| 1994 | 250    | Aprilia | 17 | 10 | Rit | 17 | 15 | 17 |  | 13 | Rit | Rit | Rit | Rit | Rit | Rit |  | 10    | 23º  |

| 1995 | Classe | Moto  |  |  |  |    |  |     |   |    |  |  |  |  |     |  |  | Punti | Pos. |
| ---- | ------ | ----- |  |  |  | -- |  | --- | - | -- |  |  |  |  | --- |  |  | ----- | ---- |
| 1995 | 250    | Honda |  |  |  | 14 |  | Rit | 8 | 15 |  |  |  |  | Rit |  |  | 11    | 23º  |

| Legenda | 1º posto        | 2º posto            | 3º posto            | A punti      | Senza punti        | Grassetto – Pole position Corsivo – Giro più veloce |
| Legenda | Gara non valida | Non qual./Non part. | Ritirato/Non class. | Squalificato | '-' Dato non disp. | Grassetto – Pole position Corsivo – Giro più veloce |

#### Classe 500
| 1997 | Classe | Moto    |     |    |  |  |  |  |  |  |  |  |  |  |  |  |  | Punti | Pos. |
| ---- | ------ | ------- | --- | -- |  |  |  |  |  |  |  |  |  |  |  |  |  | ----- | ---- |
| 1997 | 500    | Aprilia | Rit | NP |  |  |  |  |  |  |  |  |  |  |  |  |  | 0     |      |

| Legenda | 1º posto        | 2º posto            | 3º posto            | A punti      | Senza punti        | Grassetto – Pole position Corsivo – Giro più veloce |
| Legenda | Gara non valida | Non qual./Non part. | Ritirato/Non class. | Squalificato | '-' Dato non disp. | Grassetto – Pole position Corsivo – Giro più veloce |

### Campionato mondiale Superbike
| 1996 | Moto   |  |  |  |  |  |  |  |  |  |  |     |     |  |  |  |  |  |  |  |  |  |  |  |  |  |  | Punti | Pos. |
| ---- | ------ |  |  |  |  |  |  |  |  |  |  | --- | --- |  |  |  |  |  |  |  |  |  |  |  |  |  |  | ----- | ---- |
| 1996 | Ducati |  |  |  |  |  |  |  |  |  |  | Rit | Rit |  |  |  |  |  |  |  |  |  |  |  |  |  |  | 0     |      |

| 1998 | Moto   |    |    |    |    |    |    |   |     |    |     |    |    |    |    |    |   |    |     |    |    |    |     |  |  |  |  | Punti | Pos. |
| ---- | ------ | -- | -- | -- | -- | -- | -- | - | --- | -- | --- | -- | -- | -- | -- | -- | - | -- | --- | -- | -- | -- | --- |  |  |  |  | ----- | ---- |
| 1998 | Ducati | 18 | 15 | 18 | 17 | 12 | 13 | 8 | Rit | 10 | Rit | 11 | 12 | 11 | 14 | 16 | 9 | 15 | Rit | 13 | 14 | 11 | Rit |  |  |  |  | 56    | 14º  |

| 1999 | Moto   |    |    |  |  |    |    |    |    |     |    |    |    |     |    |    |    |    |     |   |     |    |    |    |    |  |  | Punti | Pos. |
| ---- | ------ | -- | -- |  |  | -- | -- | -- | -- | --- | -- | -- | -- | --- | -- | -- | -- | -- | --- | - | --- | -- | -- | -- | -- |  |  | ----- | ---- |
| 1999 | Yamaha | 15 | 17 |  |  | 17 | 14 | 14 | 14 | Rit | 12 | 12 | 17 | Rit | 13 | 15 | 15 | 17 | Rit | 8 | Rit | 15 | 14 | 12 | 14 |  |  | 37    | 19º  |

| 2000 | Moto   |    |    |  |  |  |  |    |    |    |     |    |    |    |    |    |    |  |  |    |    |    |   |    |    |     |    | Punti | Pos. |
| ---- | ------ | -- | -- |  |  |  |  | -- | -- | -- | --- | -- | -- | -- | -- | -- | -- |  |  | -- | -- | -- | - | -- | -- | --- | -- | ----- | ---- |
| 2000 | Yamaha | 17 | 14 |  |  |  |  | 16 | 15 | 16 | Rit | 16 | 19 | 12 | 15 | 19 | 14 |  |  | 16 | 11 | 14 | 6 | 11 | 11 | Rit | 11 | 42    | 23º  |

| 2001 | Moto   |  |  |  |  |  |  |  |  |    |    |  |  |  |  |    |    |  |  |  |  |  |  |  |  |    |    | Punti | Pos. |
| ---- | ------ |  |  |  |  |  |  |  |  | -- | -- |  |  |  |  | -- | -- |  |  |  |  |  |  |  |  | -- | -- | ----- | ---- |
| 2001 | Yamaha |  |  |  |  |  |  |  |  | 12 | 10 |  |  |  |  | 15 | 12 |  |  |  |  |  |  |  |  | 15 | 11 | 21    | 23º  |

| 2003 | Moto   |     |    |  |  |  |  |    |    |  |  |  |  |    |    |  |  |    |    |    |    |    |    |     |    |  |  | Punti | Pos. |
| ---- | ------ | --- | -- |  |  |  |  | -- | -- |  |  |  |  | -- | -- |  |  | -- | -- | -- | -- | -- | -- | --- | -- |  |  | ----- | ---- |
| 2003 | Yamaha | Rit | NP |  |  |  |  | 11 | 11 |  |  |  |  | 12 | 15 |  |  | 16 | 11 | 11 | 15 | 13 | 12 | Rit | 12 |  |  | 37    | 19º  |

| 2005 | Moto   |  |  |  |  |  |  |  |  |  |  |  |  |  |  |  |  |  |  |  |  |     |    |  |  |  |  | Punti | Pos. |
| ---- | ------ |  |  |  |  |  |  |  |  |  |  |  |  |  |  |  |  |  |  |  |  | --- | -- |  |  |  |  | ----- | ---- |
| 2005 | Yamaha |  |  |  |  |  |  |  |  |  |  |  |  |  |  |  |  |  |  |  |  | Rit | NP |  |  |  |  | 0     |      |

| Legenda | 1º posto        | 2º posto            | 3º posto           | A punti      | Senza punti        | Grassetto – Pole position Corsivo – Giro più veloce |
| Legenda | Gara non valida | Non qual./Non part. | Ritirato/Non class | Squalificato | '-' Dato non disp. | Grassetto – Pole position Corsivo – Giro più veloce |